# Adolf Martens
Adolf Martens (6 de marzo de 1850 - 24 de julio de 1914) fue un metalúrgico y fundador de la metalografía alemana que también dio nombre al proceso de la martensita, correspondiente al diagrama Hierro - Carbono.
Sin embargo, Martens estudió ingeniería de las construcciones industriales, y en el desarrollo de pruebas de materiales para la construcción. En 1879 es profesor de la Technischen Hochschule of Charlottenburg. Y fue mánager por muchos años de las investigaciones mecánica-técnicas, y desde 1884 Director de la Oficina de testeo de materiales en Dahlem. Martens fue uno de los padres de la ciencia de materiales y fundó la ciencia del ensayo no destructivo en Alemania. 